# Brunswick (Hove)

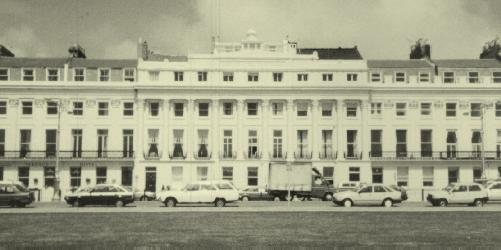
Brunswick Terrace an der Hove Küstenpromenade

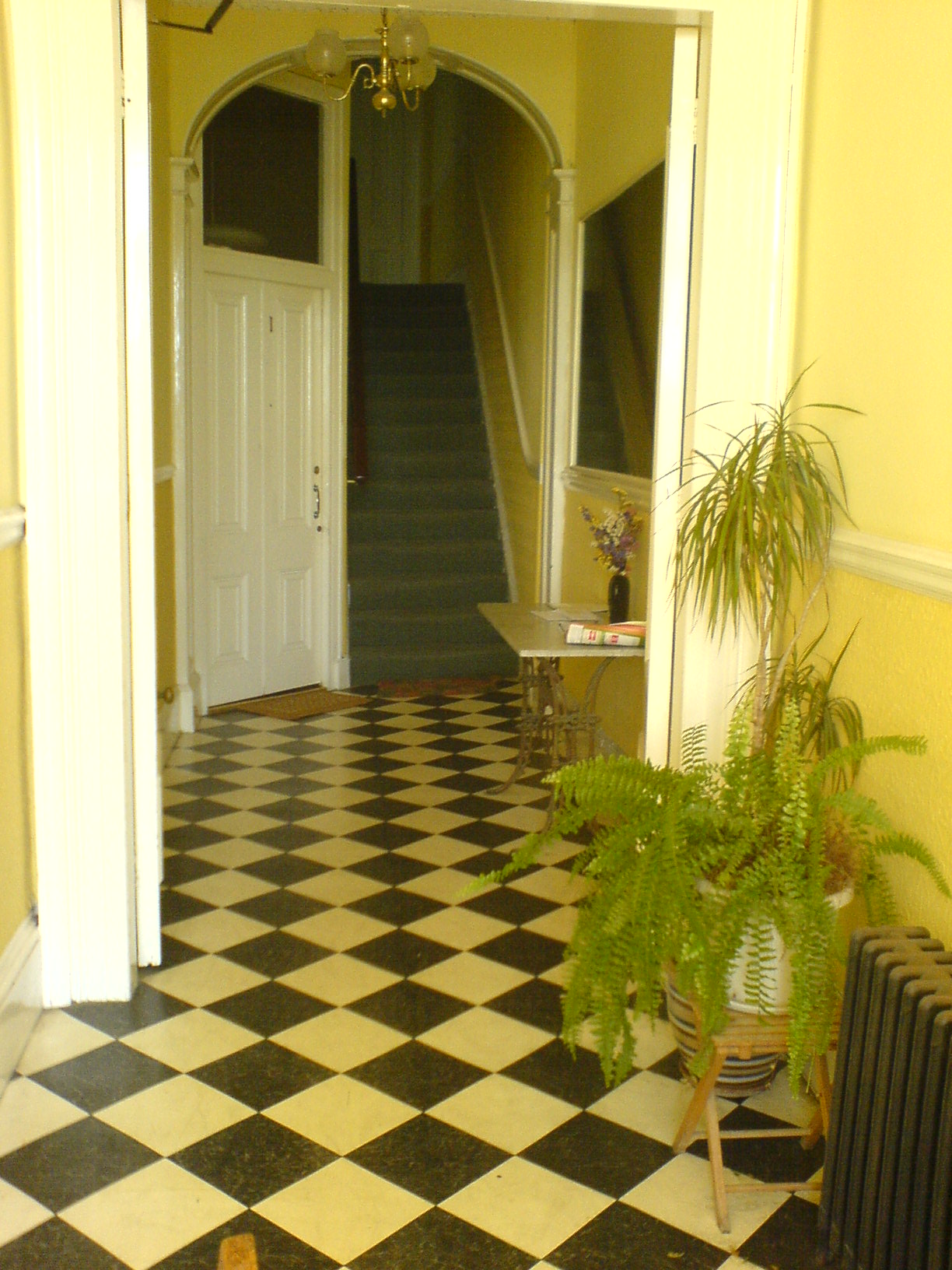
Typischer Hauseingang einer Wohnung der Brunswick Terrace

Brunswick ist ein 1820 am Strand des Ärmelkanals errichtetes mondänes Wohngebiet im östlichen Teil der Stadt Hove, England. Das Wohngebiet gliedert sich in den Brunswick Square sowie die Strandpromenade Brunswick Terrace und verfügte früher über eine eigene Polizei, eine Reitschule sowie ein Theater. Besonders bekannt ist das Gebiet für seine Gebäude im klassizistischen Regency-Architekturstil.

## Geschichte
Ursprünglich war das Gebiet Teil der „Wick Farm“. Im späten 18. und frühen 19. Jahrhundert wurde das nahe gelegene Brighton zu einem Anziehungspunkt der britischen High Society. Nachdem dort in den 1820er Jahren mit Kempt Town bereits erfolgreich ein vergleichbares Wohngebiet errichtet worden war, begann 1824 der Architekt Charles Busby mit einem ähnlichen Bauvorhaben im äußersten Osten von Hove und an Brighton angrenzend. Der Bau der Wohnungen begann 1825. Der Name Brunswick bezog sich vermutlich auf das House of Brunswick. Unter diesem Begriff war zeitweise auch das Haus Hannover bekannt, welches zu dieser Zeit mit  Georg IV. den britischen König stellte.
Die Wohnanlage wurde mit einem Markt ausgestattet, welcher 1828 eröffnet wurde und den der Architekt Busby selbst finanziert hatte. Aufgrund des ausbleibenden Erfolges wurde der Markt in den 1840er Jahren in eine Reitschule umgewandelt. Heute beherbergt das Gebäude ein Theater. In den späten 1990er Jahren wurde der Brunswick Square für den Verkehr gesperrt. Das Gebiet wurde damit von einer Durchgangsstraße zu einer reinen Wohnsiedlung umgewandelt.

## Bekannte Einwohner
Sowohl Brunswick Square als auch Brunswick Terrace hatten eine Reihe bekannter Bewohner:
- Henry Brougham, 1. Baron Brougham and Vaux (* 1778; † 1868), Lordkanzler von Großbritannien zwischen 1830 und 1834
- James Brudenell, 7. Earl of Cardigan (* 1797; † 1868), britischer General im Krimkrieg
- John Horace Round (* 1854; † 1928), britischer Historiker
- Roger Quilter (* 1877; † 1953), britischer Komponist

## Kultur und Sehenswürdigkeiten
Das frühere Wohnhaus Nr. 13 am Brunswick Square wird heute als Museum genutzt, um das Leben in der Regency-Zeit darzustellen. Einmal jährlich wird auf dem Brunswick Square auch das so genannte Brunswick Festival veranstaltet. Der 1828 errichtete Alte Markt wurde 1999 renoviert und wird heute als Theater genutzt.

## Politik
Brunswick ist heute Teil des Stadtbezirkes Brunswick & Adelaide.